# Le Madame
Le Madame war ein Klub mit einer Kunstgalerie in der polnischen Hauptstadt Warschau, der bis 31. März 2006 existierte.
Le Madame wurde von dem Unternehmen Connect und Krystian Legierski im Herbst 2003 gegründet. Der Klub war in den Räumlichkeiten an der Freta-Straße mit dem Eingang Koźla-Straße Nr. 12 in der Altstadt beheimatet. Der Name, aus dem Französischen abgeleitet, besaß einen absichtlich vertauschten Artikel (Der Frau).
Das Lokal war von Anfang an mit der Linken, Partei Grüne 2004 sowie vor allem mit den Befürwortern der Rechte von Homosexuellen und mit der schwulen Szene selbst assoziiert. In Le Madame fanden Konzerte, Ausstellungen, Theatervorführungen statt (ca. 60 Theatertruppen sind bis März 2006 aufgetreten). Die Aktivitäten im Klub und der Klub selbst wurden von der national-konservativen Stadtverwaltung stark kritisiert.
Der Mietvertrag des Klubs war mit einer staatlichen Firma namens Eureka abgeschlossen worden, welche jedoch durch Gerichtsurteil vom März 2005 die Besitzrechte für das Gebäude zu Gunsten der Stadt Warschau verlor. Erst im Januar 2006 verlangte die Stadt Miete von den Betreibern, und zwar eine wesentlich höhere Summe als die orts- und umgebungsübliche. Ein Gerichtsverfahren wegen Schuldenexekution wurde eröffnet.
Der Allgemeinheit ist der Klub im März 2006 bekannt geworden, als das Verfahren mit einem Vollstreckungsurteil abgeschlossen wurde und der Gerichtsvollzieher Jacek Bogiel Kontakt mit den Klubleitern aufnahm. Einige Tage lang protestierten die Stammbesucher des Klubs, Sympathisanten, einige Politiker der Linken und Mitte sowie Künstler und sogar der gerade in Warschau weilende Schauspieler John Malkovich. Am 31. März 2006 erschien der Gerichtsvollzieher in Begleitung von bewaffneten Polizisten und das Lokal wurde geräumt und versiegelt. Laut dem Klubleiter und Sympathisanten des Klubs hatte die Räumung nichts mit der (relativ geringen) Verschuldung zu tun, sondern war lediglich politisch und homophob motiviert. Diese Vorwürfe werden von der Stadtverwaltung abgestritten.